# Väse landskommun
Väse landskommun var en tidigare kommun i Värmlands län. 

## Administrativ historik
Den omfattade bildades 1863 ur Väse socken i Väse härad. Vid kommunreformen 1952 inkorporerades Ölme landskommun.
Vid kommunreformen 1971 upplöstes Väse kommun, och Väse församling införlivades med Karlstads kommun. Ölme församling överfördes då till Kristinehamns kommun.

### Kyrklig tillhörighet
I kyrkligt hänseende tillhörde kommunen Väse församling. Den 1 januari 1952 tillkom Ölme församling.

## Geografi
Väse landskommun omfattade den 1 januari 1952 en areal av 437,53 km², varav 429,82 km² land.

### Tätorter i kommunen 1960
I Väse kommun fanns tätorten Väse, som hade 389 invånare den 1 november 1960. Tätortsgraden i kommunen var då 10,1 procent.

## Politik

### Mandatfördelning i valen 1938-1966
| 10 | 7 | 6 | 2 |

| 23 |

| 10 | 8 | 5 | 2 |

| 23 |

| 9 | 10 | 4 | 2 |

| 21 | 4 |

| 13 | 13 | 6 | 3 |

| 31 |

| 12 | 12 | 6 | 5 |

| 32 |

| 11 | 14 | 5 | 5 |

| 30 | 5 |

| 12 | 15 | 4 | 4 |

| 29 | 6 |

| 11 | 14 | 4 | 6 |

| 28 | 7 |